# Dryochlora cinctuta
Dryochlora cinctuta is een vlinder uit de familie van de Spanners (Geometridae). De soort is voor het eerst wetenschappelijk beschreven door Max Saalmüller in een publicatie uit 1891.
De soort komt voor in Madagaskar.